# Glyphodes parallelalis
Glyphodes parallelalis is een vlinder uit de familie van de grasmotten (Crambidae), uit de onderfamilie van de Spilomelinae. De wetenschappelijke naam van deze soort is voor het eerst voorgesteld door Max Gaede in een publicatie uit 1917.
De soort komt voor in Ghana, Togo en Congo-Kinshasa.